# Дебед
Дебед (јерм. Դեբեդ - Дебед; груз. დებედა - Дебеда) је јерменско-грузијска река, и десна притока реке Храми (иначе десне притоке реке Куре). Настаје спајањем река Памбак и Џорагет код сеоцета Дсех у Јерменији. Дужина тока (са Памбаком) износи 178 km, од чега 152 km тока припада Јерменији, а 25 km Грузији. Укупна површина басена је 4.050 km².
Протиче кроз уске, и до 350 km дубоке клисуре. У дужини од 12 km представља границу између Јерменије и Грузије. Река има брз ток и велико богатство хидроенергије (која је искориштена за производњу електричне енергије).